# Lucio Manlio Vulsón
Lucio Manlio Vulsón  fue un político y militar romano del siglo II a. C. perteneciente a la gens Manlia.

## Familia
Vulsón fue miembro de los Manlios Vulsones, una rama familiar patricia del gens Manlia. Fue padre de Lucio Manlio Vulsón y hermano de los consulares Cneo Manlio Vulsón y Aulo Manlio Vulsón.

## Carrera pública
En el año 197 a. C. fue elegido pretor y se le encomendó el gobierno de la provincia de Sicilia. Fue legado de su hermano Cneo en el año 189 a. C. en Asia Menor.